# Jakub Malik
Jakub Malik (ur. 16 maja 1970 w Bielsku-Białej, zm. 8 maja 2017 w Lublinie) – polski literaturoznawca, doktor habilitowany, profesor nadzwyczajny KUL, kierownik Katedry Literatury Realizmu i Naturalizmu Instytutu Filologii Polskiej Katolickiego Uniwersytetu Lubelskiego, badacz literatury XIX wieku, specjalista w zakresie twórczości Bolesława Prusa.

## Życiorys
W 1990 roku został studentem polonistyki Katolickiego Uniwersytetu Lubelskiego. Po obronie pracy magisterskiej w 1995 został zatrudniony na uczelni jako asystent stażysta i rozpoczął prace nad doktoratem pod kierunkiem prof. Stanisława Fity. Na początku 1999 roku został członkiem Komisji Edytorskiej przy Towarzystwie Literackim im. Adama Mickiewicza.
W 2001 roku obronił doktorat pt. Adolf Nowaczyński. Między modernizmem a pozytywizmem. Kontynuując pracę wykładowcy w Instytucie Filologii Polskiej KUL pracował nad prusologiczną habilitacją. W roku 2006 praca habilitacyjna „Lalka”. Historie z różnych światów otrzymała nagrodę Prezesa Rady Ministrów. W tym samym roku, 6 czerwca rozpoczął współpracę z „Rocznikami Humanistycznymi” jako członek redakcji (od 1 X 2000 do 6 VI 2006 – sekretarz redakcji), a 15 listopada przyjął stanowisko kierownika Katedry Literatury Realizmu i Naturalizmu Instytutu Filologii Polskiej KUL. 19 stycznia 2007 roku został członkiem korespondentem Towarzystwa Naukowego KUL oraz Przewodniczącym Wydziału Historyczno-Filologicznego Towarzystwa Naukowego KUL (IV kolejne kadencje, ostatnia rozpoczęta w 2013 roku).
Udzielał się w Stowarzyszeniu imienia Stefana Żeromskiego (członek zwyczajny) i w zespole redakcyjnym „Edycji Krytycznej Dzieł Wszystkich Bolesława Prusa”. Jest autorem około 100 publikacji naukowych, których tematyka oscyluje wokół literatury XIX i XX wieku. Redagował i współredagował 7 publikacji zbiorowych, wystąpił na 82 konferencjach naukowych, a zorganizował ich 16. Poza działalnością na polu akademickim pracował jako nauczyciel języka polskiego w lubelskim Gimnazjum i Liceum Śródziemnomorskim im. św. Dominika Guzmana i współpracował z Centralną Komisją Egzaminacyjną (członek Zespołu Centralnego ds. matury z języka polskiego). Został pochowany na cmentarzu komunalnym na Majdanku w Lublinie (kwatera S7K9-8-15).

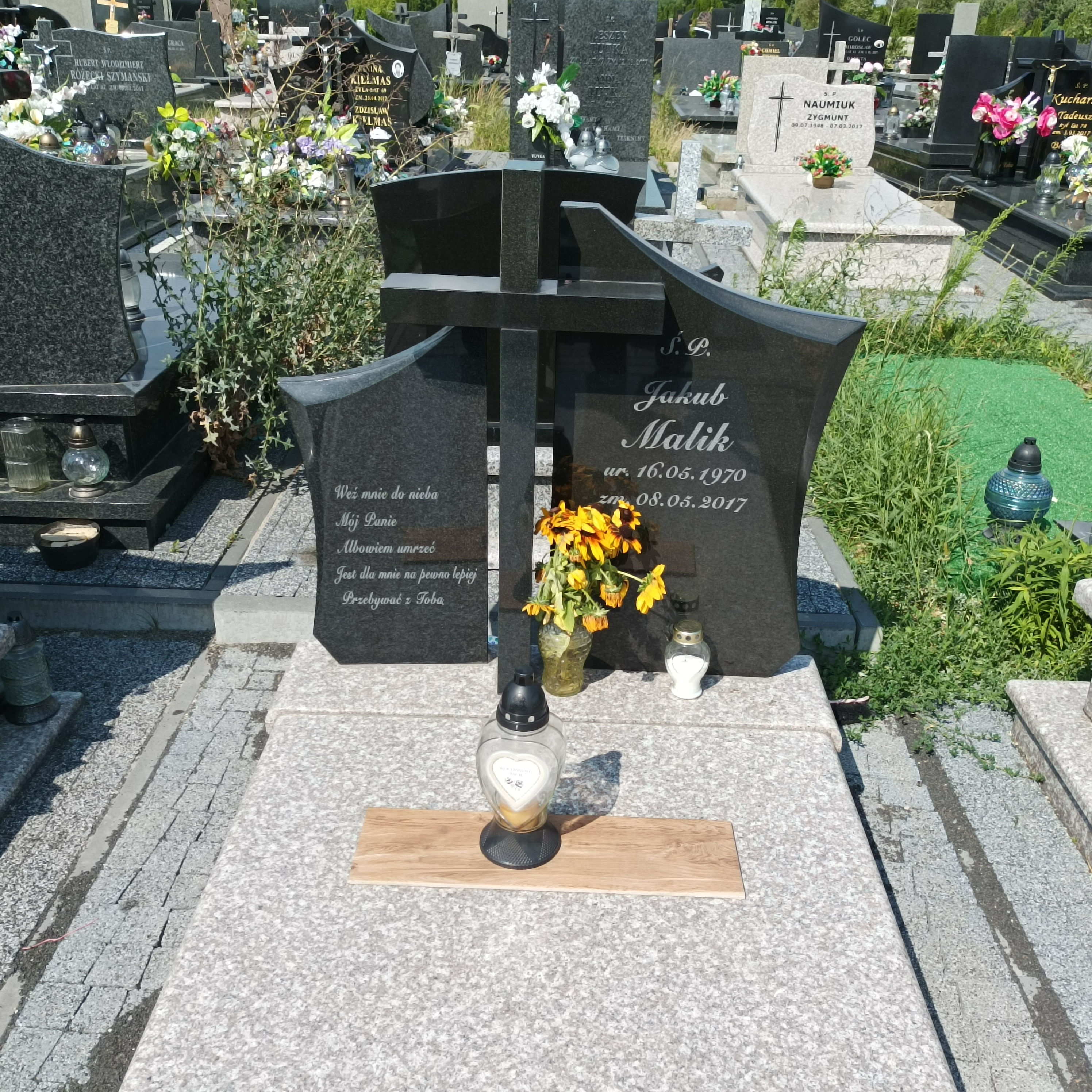
Grób prof. Jakuba Malika na cmentarzu komunalnym na Majdanku w Lublinie